# ناحیه سامتس
سامتس (به لاتین: Samtse) یکی از استان‌های بوتان است. این استان دارای ۶۰٬۱۰۰ نفر جمعیت و مرکز این استان، شهر سامتس می‌باشد.

## جمعیت
استان سامتس در سرشماری که در سال ۲۰۰۵ انجام شد این استان دارای ۶۰٬۱۰۰ نفر جمعیت می‌باشد.

## جغرافیا
استان تراشیانگتس مساحت ۱٬۷۲۵ کیلومتر مربع (۶۷۰ مایل مربع). را پوشش می‌دهد. این استان به دلیل قرار گرفتن در ارتفاع کم از آب وهای گرم تری نسبت به دیگر استان‌ها بر خوردار می‌باشد.